# Gillian Welch
Gillian Welch, född 2 oktober 1967 i New York, är en amerikansk singer/songwriter vars musik är en blandning av bluegrass, country, americana och gammeldags folkmusik. Welch själv kallar musiken för American Primitive. Musiken har beskrivits som lugnande.

## Biografi
Gillian Welch föddes på Manhattan i New York. Hon adopterades samma dag. Vid fyra års ålder flyttade hon till Los Angeles och vid sju års ålder hade hon lärt sig spela gitarr. När hon studerade vid University of California i Santa Cruz så upptäckte hon bluegrass genom musiken av The Stanley Brothers. Efter en kortare karriär i ett lokalt band så flyttade hon till Boston och studerade vid Berklee College of Music. I Boston träffade Welch David Rawlings som kom att bli hennes samarbetspartner inom musiken. 1992 flyttade paret till Nashville för att påbörja en karriär. Där träffade Welch T Bone Burnett som producerat artister som Los Lobos, Sam Phillips, Counting Crows och Elvis Costello. 1996 släppte Welch sitt första album Revival som nominerades till en Grammy Award för Best Contemporary Folk Album.
Hon har även bidragit med musik till filmen O Brother, Where Art Thou?, och har samarbetat med singer/songwriter Ryan Adams på albumen Heartbreaker och Demolition. Welch och Rawlings är också gästartister på Mark Knopflers album Sailing to Philadelphia från år 2000.

## Diskografi
Album
- 1996 – Revival
- 1998 – Hell Among the Yearlings
- 2001 – Time (The Revelator)
- 2003 – Soul Journey
- 2011 – The Harrow & The Harvest
- 2016 – Boots No. 1: The Official Revival Bootleg

Singlar
- 2001 – "I'm Not Afraid to Die"
- 2005 – "Black Star"
- 2011 – "Silver Dagger" / "Tennessee"

DVD
- 2002 – The Revelator Collection